# 서울 운가사 현수제승법수
서울 운가사 현수제승법수(서울 蕓伽寺 賢首諸乘法數)는 조선시대에 만들어진 명나라 행심(行深)이 숫자가 들어 있는 불교 용어를 간략하게 해설한 일종의 불교요어사전이다. 2018년 12월 13일 서울특별시의 유형문화재 제433호로 지정되었다.

## 개요
명나라 행심(行深)이 숫자가 들어 있는 불교 용어를 간략하게 해설한 일종의 <불교요어사전>으로, 1427년 간행된 명판본을 저본으로 1500년에 합천 봉서사에서 간행한 목판본 1책. 모두 11권으로 편장되어 있으나, 권2가 빠져 있어 실제로는 10권으로 구성됨. 권말에는 1500년에 등곡(燈谷)이 쓴 발문과 합천 봉서사(鳳栖寺)에서 개판한 간기가 수록되어 있고, 인수대비(1437-1504)와 주상전하에 대한 축수문에 이어 시주질과 조연질이 차례로 기재되었다.
현재 『현수제승법수』는 모두 6종 이상의 다른 판본이 존재함. 이 중 조사 대상본인 봉서사 본이 가장 먼저 간행되었으며, 이후 간행된 후대본은 대체로 이를 복각하거나 증보한 것으로, 현행 유통본 중 가장 먼저 간행되었던 판본으로 의미가 있음. 또한 명간본이 현전하지 않고 있어 이 봉서사본을 통해 원간본의 원형을 파악할 수 있다는 점에서 불교 문헌사적 측면에 그 의미가 중요한 것으로 판단된다.

## 조사보고서
이 책은 명나라 행심(行深)이 숫자가 들어 있는 불교 용어를 간략하게 해설한 일종의 <불교요어사전>으로 1427년 간행된 명판본을 저본으로 1500년에 합천 봉서사에서 간행한 목판본 1책이다. 본래 이 책은 서명에서 알 수 있듯이 당나라 현수(賢首, 643∼712) 법사가 처음으로 편찬했다고 전해지고 있는데, 도중에 일실이 되어 행심이 이를 새로 편찬하고 현수의 뜻을 계승한다는 의미에서 서명을 ‘賢首法數’라고 하였다.
서명의 ‘諸乘’이란 대승과 소승의 모든 진리를 가리키는 말이고, ‘法數’란 불교의 진리를 뜻하는 법과 숫자가 합쳐진 요어를 말한다. 예를 들면 3界, 4諦, 5蘊, 12緣, 75法과 같은 어휘이다. 이 요어를 따라서 불법을 탐구하면 마침내 종지(宗旨)에 이른다는 뜻이다.
이 책은 모두 11권으로 편장이 되어 있으나, 실은 권2가 빠져 있어 실제는 10권으로 구성되어 있다. 권수에는 서문 2편이 수록되어 있는데, 앞쪽의 서문은 ‘宣德丁未’ 이하 서문의 작성자 부분은 삭제되어 작성자를 알 수 없고 후편 서문은 1387년에 범고가 쓴 ‘重編序’이다. 서
문에 이어 부처의 계보를 도식화한 <起敎佛祖>가 수록되어 있다. 그 다음에 권1의 권수제가 기재되어 있고 아래에 ‘姑蘇洞庭沙門行深編集’이라고 되어 있어 편자가 행심이란 사실을 알 수 있다. 권말에는 1500년에 등곡(燈谷)이 쓴 발문과 합천 봉서사(鳳栖寺)에서 개판한 간기가 수록되어 있고, 인수대비(1437-1504)와 주상전하에 대한 축수문에 이어 시주질과 조연질이 차례로 기재되어 있다.
운가사 소장 조사 대상본의 서지적 특징을 살펴보면, 10권 1책으로 구성되어 있으며, 책의 크기는 25.6×16.3cm이다. 반엽을 기준으로 사주쌍변으로 반곽의 크기는 19×13cm이며, 판심에 상하흑어미가 내향하고 있다. 본문은 주로 계보와 도상으로 구성되어 있어 행자수는 일정하지
않다.
현재 『현수제승법수』는 1500년에 간행된 봉서사본을 포함하여 모두 6종 이상의 다른 판본이 존재하고 있는 것으로 파악된다. 이 중 조사 대상본인 봉서사본이 가장 먼저 간행되었으며, 이후 간행된 후대본은 대체로 이를 복각하거나 증보한 것이다. 특히 1572년에 간행된 용천사본은 부록 형식으로 많은 내용이 증보되어 있다.
조사 대상본과 동일한 판본이 운가사 외에도 비교적 여러 사찰에 소장되어 있는 것으로 파악되고 있으나, 현행 유통본 중에 가장 먼저 간행되었던 판본으로 의미가 있다. 또한 명간본이 현전하지 않고 있어 이 봉서사본을 통해 원간본의 원형을 파악할 수 있다는 점에 불교 문헌사적 측면에 그 의미가 중요한 것으로 판단된다.
원형은 앞부분 일부가 훼손되어 수리한 상태이나, 본문의 내용은 전체적으로 원형이 잘 유지되고 있다. 다만 수리하면서 새로운 실로 장철한 상태로 파악된다. 조사 대상본과 동일본의 지정현황을 살펴보면, 경기도 169호 및 219호, 충청북도 343호가 유형문화재로 지정되어 있고, 울산광역시 28호는 문화재 자료로 지정되어 있는 상태이다. 따라서 이와 동일한 판본이 이미 여러 지역에서 문화재로 지정되어 있는 것으로 보아 서울시 유형문화재로 지정할 만한 가치가 있는 것으로 판단된다.

## 같이 보기
- 현수제승법수

## 참고 문헌
- 현수제승법수 - 국가유산청 국가유산포털